# Мартирије Зеленецки
Мартирије Зеленецки (рођ. Мина Великолукски; почетак 16. века, Великије Луки - 1 (11) март 1603, Зеленецки-Тројицки манастир) - оснивач манастира Свете Тројице Зеленецки. Канонизован у Руској православној цркви као светитељ.
Православна црква га прославља 1 (14) марта и 11 (24) новембра.

## Биографија
Монах Мартирије, у свету Мина, рођен је у Великијем Лукима. У десетој години живота остао је без родитеља. У то време, младић Мина је већ познавао Псалтир. О сирочету се старао свештеник Благовештенске цркве по имену Боголеп, а Мина је заволео црквену службу.
Неколико година касније, удовички свештеник је положио постриг у манастиру Великолуцког Сергијевог манастира. У овом манастиру Мина је, поделивши сву имовину, примио постриг од свог ментора и добио име Мартирије. Великолуцки становник Атанасије, пострижен у име Авраам, поверен је вођству Мартирија и заменио је његов труд у храму.
Пошто је 7 година живео под ментором Боголепом, Мартирије је пожелео да живи повучено у пустом месту, 60 миља од Луке. У његовом житију пише: „Код неког потока, на обали у земљи, у глини, ископали смо себи земуницу и покрили је јеловим грањем. Али ја сам живео у пустињи и јео сам свој ручни труд: плео сам ципеле од лике и слао становнике у села са сељаком у посету, а они су са њим слали све што ми је требало. А ја, грешник, са захвалношћу сам прихватио оно што је од њих донето. Међутим, господар му је послао савет да се врати у конак, јер би овде могао бити од користи и другима. У недоумици је отишао да се поклони Смоленској икони Богородице и чудотворца Авраама. У Смоленску сам добио одговор: „Мораш живети у пустињи, где ће Господ и Пречиста Мајка Његова указати. У Тихвинском манастиру се обрадовао сусрету са својим учеником Авраамом, који је, пошто је био болестан, излечен од Мајке Божије и остао у Тихвину.
Мартирије је замолио Господа да му покаже забачено место за подвиге. Такво место је ученику Мартиријеву наговештено ноћу знаком зоре у облику крста на острву, које се дуго звало Зелено. Благочестиви сељанин Јосиф му је понекад доносио храну, а понекад га је, постиђен мислима и метежом, остављао дуго без ње. Временом су сазнали и за пустињака Зеленог острва. Колико год монашких манастира тада било у Новгородској области, није их било у пустињи где се настанио Мартирије. Стога, сазнавши за Мартирија, искрени подвижници су са посебним жаром похрлили у његову пустињу.
Мартирије је саградио капелу и келије са оградом. За монаха је сазнао и побожни новгородски бојарин Фјодор Сирков; његовом ревношћу подигнута је Благовештенска црква у мученичкој испосници, а братија молила старца да преузме чин свештенства и заповеда над њима са титулом игумана. То је било најкасније 1570. године.
Али блажени Мартирије у својој пустињи морао је дуго да се бори са потребама и сиромаштвом. У списатељској књизи Обонешке Пјатине за 1583. годину стоји: „У Михајловском црквеном порту у подножју Ладоге, поново се у црној шуми гради манастир који се зове Зелена пустиња, на једном острву. У манастиру је црква Животворне Тројице, друга црква - Благовештење са трпезом, обе дрвене; у манастиру игуман Мартирије и 12 стараца; ограда око манастира је дрвена; иза манастира је крава и штала; нема ораница“.
Последњих година живота блажени се прослави даром исцељења. Године 1595. на путу за Москву свратио је у Твер. Цар Симеон Бекбулатович, који је тада живео у Тверу, имао је веома болесног сина, и цар га је, сазнавши за Мартирија, замолио да дође и помоли се за његовог умирућег сина. Монах је положио Тихвинску икону Мајке Божије на груди Јована, и болесник је оздравио. После тога, благодарни краљ је био најревноснији добротвор Мартиријевог манастира. Цар Фјодор Иванович је 1595. године дао манастиру похвално писмо, одобравајући манастир који је основао монах.
Годину и по дана пре кончине, свети старац се посветио ћутању и молитви; ископавши својим рукама гроб и ставивши у њега ковчег, дошао је овамо да плаче и моли се. Упокојио се у миру 1 (11) марта 1603. године. Мошти монаха Мартирија почивају у гробу који је саградио митрополит новгородски Корнилије, некадашњи игуман Зеленецки, који је, у част овог светитеља Божијег, описао његов живот и сачинио му службу.